# Селищна кандона
Селищните кандони (Candona suburbana) са вид остракоди от семейство Candonidae.